# Вікунья

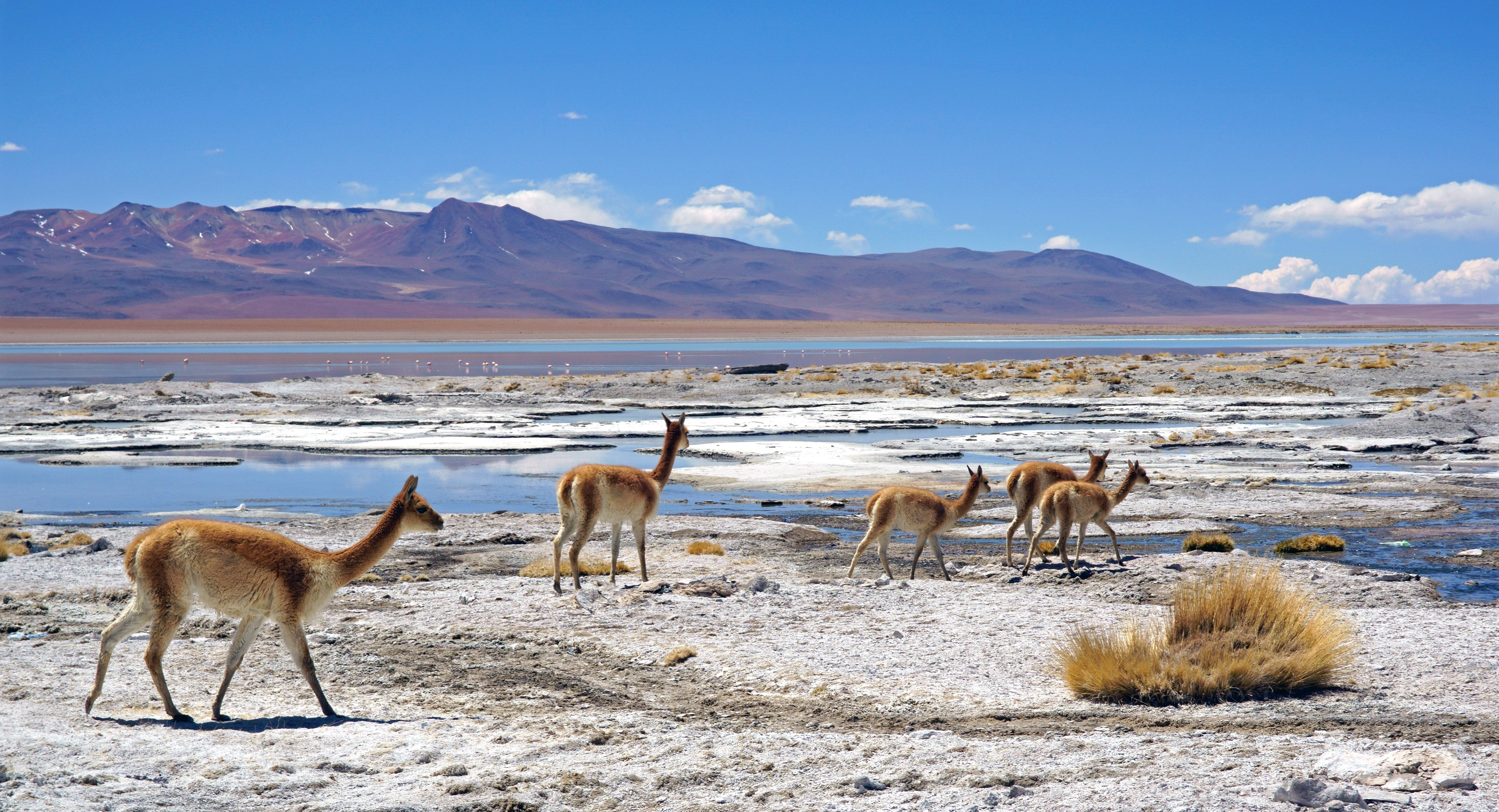
Вікуньї на соляній рівнині Салар-де-Чалвірі, Болівія.

Віку́нья, або віго́нь (Vicugna vicugna) — вид ссавців із родини верблюдових, один із двох представників роду Vicugna. Зовні вікунья нагадує гуанако, але є меншою та стрункішою.

## Зовнішній вигляд
Довжина тіла вікуньї становить 150 см, ріст у плечах близько метра, а маса — 50 кг. На спині вікунья забарвлена в світло-коричневий колір, внизу вона світліша. Вовна помітно витонченіша, ніж у споріднених видів, і достатньо густа, щоби служити ізоляційним шаром проти холоду. Анатомічною особливістю вікуньї є нижні зуби-різці, які, як у гризунів, постійно ростуть. Подібного явища в інших китопарнокопитних не трапляється.

## Розповсюдження
Вікуньї поширені в Андах, переважно на плато Пуна, на території Еквадору, Перу, Болівії, Аргентини і Чилі. Мешкають на висоті від 3500 до 5500 метрів. Як і гуанако, вікуньї живуть у стадах з чітко обмеженими ареалами і відомим головним самцем. Крім них існують групи молодих вільних самців, які через свій незрілий вік ще не в змозі захищати власну територію. Також зустрічаються самотні старі самці, вигнані зі стада молодшими суперниками.

## Філогенія
Раніше вважали, що вікуньї ніколи не були одомашнені, і що лами та альпаки походять від гуанако. Сьогодні деякі молекулярні дослідження вказують на те, що альпаки могли еволюціонувати від вікуній. Оскільки альпаки, лами, гуанако і вікуньї теоретично в змозі злучатися один з одним і часто змішувалися, важко з упевненістю визначити походження сьогоднішніх домашніх тварин.
Вікунья зазвичай класифікується під науковою назвою Vicugna vicugna, тобто як окремий рід, що протиставляється ламам і верблюдам. Це засновано на особливостях щелеп і зубів вікуній. Проте той факт, що вікуньї і гуанако можуть злучатися, говорить про дуже близьку спорідненість, через що використання окремого роду Vicugna є предметом наукових суперечок.

## Вікунья і людина
Відомо, що стародавні інки зганяли вікуній у численні стада та зістригали їхню цінну вовну, яку використовували виключно на одяг вельмож, після чого їх відпускали. Іспанці цю традицію не продовжили. Вони відстрілювали вікуній у великих кількостях і нерідко отруювали їхні водні джерела. На початку це робили для створення великих пасовищ для худоби, пізніше заради вовни вікуній, яку вважають найрідкіснішою та найдорожчою вовною у світі. За часів інків в Андах мешкало близько 1,5 мільйонів вікуній. У 1965 році їхня чисельність скоротилася до 6 000 особин. Проте після введення охоронних заходів популяція вікуній швидко зросла і сьогодні їх налічують близько 200 тисяч.